# Suchdol (kraj środkowoczeski)
Suchdol – miasteczko i gmina w Czechach, w powiecie Kutná Hora, w kraju środkowoczeskim. Według danych z dnia 1 stycznia 2013 liczyła 1 142 mieszkańców.